# Xã Cambridge, Quận Crawford, Pennsylvania
Xã Cambridge (tiếng Anh: Cambridge Township) là một xã thuộc quận Crawford, tiểu bang Pennsylvania, Hoa Kỳ. Năm 2010, dân số của xã này là 1.563 người.